# ローズ (バンド)
ローズ（英: Loathe）は2014年に結成されたイングランド・リバプール出身のメタルコアバンド。
シャープトーン・レコード（SharpTone Records）に所属し、これまでに2枚のEPおよび3枚のスタジオ・アルバムをリリースしている。
メタルコア的な音楽性の中で実験的な要素を交えている。2018年度のイギリスのヘヴィ・ミュージック・アワード（Heavy Music Awards）やメタル・ハマー（Metal Hammer）などのヘヴィメタル系メディアに優れた若手バンドとしてノミネートされている。
2020年にリボルバー・マガジン（Revolver Magazine）で行われた投票では、メインストリームにおける最も急進的な現代のバンドとして3位に入った。

## 音楽性
ディストーテッド・サウンド・マガジン（Distorted Sound Magazine）内のインタビューでは、コード・オレンジ（Code Orange）やオーシャン・グルーヴ（Ocean Grove）らと共に、メタルコアというジャンルの中で最も新しいムーブメントを構成するバンドと言及されている。
歌唱法としてはクリーンボーカルとデスヴォイスを使い分け緩急を持たせている。過去にはエリック・ビッカースタッフ（Erik Bickerstaffe）がクリーンを担当していたが、のちのちカディーム・フランス（Kadeem France）が多くのクリーンを担当するようになった。
メタル・インジェクション（Metal Injection）は1st「ザ・コールド・サン（The Cold Sun）」のレビュー上でバンドについて、デスコアと実験的・プログレッシブな要素を加えたメタルコアの境界線と称した。ケラング!などその他のメディアではデスコア、デスメタルといった形容も見られる。
メタル・ハマーやメタル・インジェクションなどのメディアは彼らの音楽における空間性を際立たせる演出や、インダストリアルな一面を高く評価している。
メタルコアを発展させただけでなく、他ジャンルからの要素を持ち併せている点もよく着目されている。その内の一つとしてジェントが挙げられており、ギタースタイルなどにそれが窺える。
リボルバー・マガジンの記事では、「きらめくようなシューゲイザー、ポストロックに帰結するようにひしめくインダストリアルなメタリック・ハードコア」といった形容がなされている。他に、ニュー・メタル、プログレッシブ・メタルなどの要素も包括していると言われる。
2021年にリリースされたインストゥルメンタルのアルバム「ザ・シングス・ゼイ・ビリーブ（The Things They Believe）」は、トレント・レズナー、アッティカス・ロス、ヴァンゲリス、またはデイヴィッド・リンチ作品のサウンドトラックなどと照らし合わせて、そのアトモスフェリックな音や実験性、ヘヴィなシンセサイザーなど、彼らの表現者としての引き出しを最大限に発揮した作品とされる。

### 作詞
全ての彼らの作品において、物語を言い伝えるようなコンセプトを持つバンドだと自らを表現している。初のEP、「プリペア・コンシューム・プロシード（Prepare Consume Proceed）」では恋人を失い、しまいには死んでしまう人間の苦悩を作品を通じて描いている。
「ザ・コールド・サン」は2人の主人公が暴力的な終末世界において、荒廃していく希望や正義感をテーマにふまえて物語が綴られている。ビッカースタッフは「俺たちの、コンセプト・アルバムを作るインスピレーションは、まるでそれが別々の物語で構成された本みたいに俺たち自身の世界を音の中で表現したいという願望からきている」と語り、特にサーティー・セカンズ・トゥ・マーズやピンク・フロイドの作品に代表される、その他のコンセプト・アルバムやそれに準ずるものの影響ではないとしている。

### ライブ・パフォーマンス
メタル・ハマーやマット・ミルズ（Matt Mills）は映画のサウンドトラックのように間奏を挿入する演出など、彼らパフォーマンスを「常に熾烈で、劇場的」と評し、2018年の最高のライブバンドと称賛した。リードボーカルのカディーム・フランスは彼らの初期の作品においてマスクを着用している。
ビッカースタッフがケラング!に語ったところによると、「マーベル・コミック、DCコミックス、他にもいろんなコミックの世界観からインスピレーションを受けた」という。
また、「そのマスクは俺たちの表現の大きな一部分だけど、それがすべてじゃない」と加えている。影響を受けたスリップノットやゴーストなどへのオマージュの意図もあったというマスクは2016年以降は着用をやめている。
ケラング!のサム・ロー（Sam Law）は一方で彼らのそういった部分を非常に常套的な表現だとした。

### 影響
彼らの主要なルーツとしてデフトーンズ、コーン、スリップノットらを挙げ、ビッカースタッフは彼らと同等のレベルに到達することを目標としている。また彼や他のメンバーは最近のバンドに影響を受けることはなく、より過去の音楽を嗜好しているという。
フランスとビッカースタッフはさらにデフトーンズ、メシュガーらをボーカルやギターのスタイルの面で取り上げている。彼らの実験的嗜好はレディオヘッドからの影響もあるという。過去には、ビッカースタッフは少年期にミス・メイ・アイやアタック・アタック!などの影響を受け、ヘヴィメタル以外の音楽を軽蔑していたが、成熟するにつれてより幅広い音楽を楽しめるように価値観も変化したという。
メタル以外での影響源として山岡晃によるサイレントヒル2、芸能山城組によるAKIRA、ヴァンゲリスによるブレードランナーなどの作品のサウンドトラックを挙げている。それらのサウンドトラックから「ザ・コールド・サン」における物語性、空間性、またアートワークにおいてもAKIRAの影響を受けている。最新作「ザ・シングス・ゼイ・ビリーブ」ではアンビエントからの影響も窺える。

## メンバー

### 現在のメンバー
- カディーム・フランス（Kadeem France） – アンクリーンボーカル (2014–現在), クリーンボーカル (2017–現在)
- エリック・ビッカースタッフ（Erik Bickerstaffe） – リードギター, クリーンボーカル, アンクリーンボーカル (2014–現在)
- コナー・スウィーニー（Connor Sweeney） – リズムギター (2014–現在), コーラス (2017–現在)
- ショーン・ラドクリフ（Sean Radcliffe） – ドラム (2014–現在)
- ファイサル・エルカズラギ（Feisal El-Khazragi） – ベース, コーラス (2018–現在)

### 過去のメンバー
- シェイン・スミス（Shayne Smith） – ベース (2014–2018), コーラス (2017–2018)

## ディスコグラフィー

### スタジオ・アルバム
| タイトル                                                                                              | 詳細 |
| --- | --- |
| ザ・コールド・サン The Cold Sun                                                                       | - リリース日: 2017年6月2日 - レーベル: シャープトーン・レコード（SharpTone Records） レラティヴィティ・エンターテインメント（Relativity Entertainment） - フォーマット: CD, ダウンロード |
| アイ・レット・イット・イン・アンド・イット・トゥック・エブリシング I Let It In and It Took Everything | - リリース日: 2020年2月7日 - レーベル: SharpTone - フォーマット: CD, ダウンロード, ストリーミング                                                                                        |
| ザ・シングス・ゼイ・ビリーブ The Things They Believe                                                  | - リリース日: 2021年2月7日 - レーベル: SharpTone - フォーマット: ダウンロード, ストリーミング                                                                                            |

### EP
| タイトル                                                   | 詳細 |
| ---------------------------------------------------------- | --- |
| プリペア・コンシューム・プロシード Prepare Consume Proceed | - リリース日:2015年11月 (インディーズ), 2016年7月8日 (リイシュー版) - レーベル: SharpTone (リイシュー版) ニュークリア・ブラスト（Nuclear Blast） (リイシュー版) - フォーマット: ダウンロード |
| ディス・イズ・アズ・ワン This Is as One                    | - リリース日: 2018年2月16日 - レーベル: SharpTone, Nuclear Blast - フォーマット: ダウンロード ※ホールディング・アブセンス（Holding Absence）とのスプリット盤                                 |

### シングル
| タイトル                | 年   | アルバム                           |
| ----------------------- | ---- | ---------------------------------- |
| "In Death"              | 2016 | Prepare Consume Proceed            |
| "Dance on My Skin"      | 2017 | The Cold Sun                       |
| "It's Yours"            | 2017 | The Cold Sun                       |
| "Gored"                 | 2019 | I Let It In and It Took Everything |
| "New Faces in the Dark" | 2019 | I Let It In and It Took Everything |
| "Aggressive Evolution"  | 2019 | I Let It In and It Took Everything |
| "Two-Way Mirror"        | 2019 | I Let It In and It Took Everything |

### ミュージック・ビデオ
| タイトル                | 年   | 監督        | リンク |
| ----------------------- | ---- | ----------- | ------ |
| "Sheol/In Death"        | 2016 | unknown     | [ 5 ]  |
| "Dance on My Skin"      | 2017 | unknown     | [ 7 ]  |
| "It's Yours"            | 2017 | Zak Pinchin | [ 8 ]  |
| "East of Eden"          | 2017 | unknown     | [ 9 ]  |
| "White Hot"             | 2017 | Zak Pinchin | [ 10 ] |
| "Gored"                 | 2019 | Zak Pinchin | [ 11 ] |
| "New Faces in the Dark" | 2019 | Zak Pinchin | [ 12 ] |
| "Two-Way Mirror"        | 2020 | Zak Pinchin | [ 13 ] |